# Grand Prix de Wallonie 2019
La 60e édition du Grand Prix de Wallonie a lieu le 18 septembre 2019. Elle fait partie du calendrier UCI Europe Tour 2019 en catégorie 1.1.

## Présentation

### Parcours
Le départ de cette édition est donné à Blegny et l'arrivée a lieu au sommet de la citadelle de Namur.

### Équipes
Classé en catégorie 1.1 de l'UCI Europe Tour, le Grand Prix de Wallonie est par conséquent ouvert aux UCI WorldTeams dans la limite de 50 % des équipes participantes, aux équipes continentales professionnelles, aux équipes continentales et aux équipes nationales.
22 équipes participent à ce Grand Prix de Wallonie : trois équipes UCI ProTeams, treize équipes continentales professionnelles, cinq équipes continentales et une équipe nationale.
| WorldTeams (3)- Lotto Soudal - AG2R La Mondiale - Trek-Segafredo Équipes continentales professionnelles (13)- Cofidis, Solutions Crédits - Corendon-Circus - Hagens Berman Axeon - Israel Cycling Academy - Rally UHC Cycling - Riwal Readynez - Roompot-Charles - Sport Vlaanderen-Baloise - Arkéa-Samsic - Total Direct Énergie - Vital Concept-B&B Hotels - Wallonie Bruxelles - Wanty-Groupe Gobert Équipes continentales (5)- BEAT Cycling Club - Groupama-FDJ Continental - Natura4Ever-Roubaix Lille Métropole - SEG Racing Academy - Tarteletto-Isorex Équipe nationale- Belgique |
| |

## Classements

### Classement final
| \| Classement général \| Classement général \| Classement général \| Classement général \| Classement général \| \| Coureur \| Coureur \| Pays \| Équipe \| Temps \| \| ------------------ \| -------------------- \| ------------------ \| -------------------------- \| ------------------ \| \| 1er \| Krists Neilands \| Lettonie \| Israel Cycling Academy \| 4 h 56 min 07 s \| \| 2e \| Jasper Stuyven \| Belgique \| Trek-Segafredo \| + 2 s \| \| 3e \| Jasper De Buyst \| Belgique \| Lotto-Soudal \| + 2 s \| \| 4e \| Jonathan Hivert \| France \| Total Direct Énergie \| + 2 s \| \| 5e \| Lilian Calmejane \| France \| Total Direct Énergie \| + 4 s \| \| 6e \| Christophe Laporte \| France \| Cofidis, Solutions Crédits \| + 4 s \| \| 7e \| Arjen Livyns \| Belgique \| Roompot-Charles \| + 4 s \| \| 8e \| Odd Christian Eiking \| Norvège \| Wanty-Gobert \| + 4 s \| \| 9e \| Tony Gallopin \| France \| AG2R La Mondiale \| + 4 s \| \| 10e \| Aimé De Gendt \| Belgique \| Wanty-Gobert \| + 4 s \| |                      |          |                            |                 |
| |                      |          |                            |                 |
| Source : ProCyclingStats |                      |          |                            |                 |
| Classement général |                      |          |                            |                 |
| Coureur | Coureur              | Pays     | Équipe                     | Temps           |
| 1er | Krists Neilands      | Lettonie | Israel Cycling Academy     | 4 h 56 min 07 s |
| 2e | Jasper Stuyven       | Belgique | Trek-Segafredo             | + 2 s           |
| 3e | Jasper De Buyst      | Belgique | Lotto-Soudal               | + 2 s           |
| 4e | Jonathan Hivert      | France   | Total Direct Énergie       | + 2 s           |
| 5e | Lilian Calmejane     | France   | Total Direct Énergie       | + 4 s           |
| 6e | Christophe Laporte   | France   | Cofidis, Solutions Crédits | + 4 s           |
| 7e | Arjen Livyns         | Belgique | Roompot-Charles            | + 4 s           |
| 8e | Odd Christian Eiking | Norvège  | Wanty-Gobert               | + 4 s           |
| 9e | Tony Gallopin        | France   | AG2R La Mondiale           | + 4 s           |
| 10e | Aimé De Gendt        | Belgique | Wanty-Gobert               | + 4 s           |

## Liste des participants
Liste des participants sur le site officiel.